# Зажетка
Зажетка (пол. Zarzetka) — село в Польщі, у гміні Садовне Венґровського повіту Мазовецького воєводства.
Населення — 200 осіб (2011).
У 1975-1998 роках село належало до Седлецького воєводства.

## Демографія
Демографічна структура станом на 31 березня 2011 року:
|          | Загалом | Допрацездатний вік | Працездатний вік | Постпрацездатний вік |
| -------- | ------- | ------------------ | ---------------- | -------------------- |
| Чоловіки | 96      | 18                 | 66               | 12                   |
| Жінки    | 104     | 21                 | 50               | 33                   |
| Разом    | 200     | 39                 | 116              | 45                   |